# Sixto de Reims
Sixto de Reims (en francés: Sixte de Reims) (muerto c. 300) está considerado el primer obispo de Reims.  Según Hincmaro de Reims, arzobispo del siglo IX de Reims, Sixto fue enviado de Roma por el papa Sixto II a la Galia para asistir en cristianizar la región.  Otra tradición le hace, anacrónicamente, el discípulo de Pedro. 
Según la tradición, Sixto de Reims, junto con su compañero San Sinicius (Sinice), estableció las sedes cristianas de Reims y Soissons.  Sinicius Más tarde tendría éxito Sixtus tan obispo de Reims.  Según una fuente, "parece que Sixto no murió como mártir, a pesar de la severidad de la persecución durante la época".